# 老挝中立党
老挝中立党（寮語： Lao Pen Kang），是老挝于1961年9月成立的一个官方承认的政党，由当时的内阁首相梭发那·富马亲王和内政部长冯方·萨万领导，扮演着支持政府内政和外交采取“中立主义”的角色。